# Dado Topić
Adolf "Dado" Topić (Siverić, 4 september 1949) is een Kroatisch zanger.

## Biografie
In de begindagen van zijn carrière was hij lid van verschillende bands, waaronder Time en Korni. In 2007 nam hij deel aan Dora, de Kroatische preselectie voor het Eurovisiesongfestival. Samen met Dragonfly won hij deze voorronde, waardoor hij Kroatië mocht vertegenwoordigen op het Eurovisiesongfestival 2007 met het nummer 	Vjerujem u ljubav. Kroatië werd uitgeschakeld in de halve finale.
1993: Put · 
1994: Tony Cetinski · 
1995: Magazin & Lidija · 
1996: Maja Blagdan · 
1997: ENI · 
1998: Danijela · 
1999: Doris Dragović · 
2000: Goran Karan · 
2001: Vanna · 
2002: Vesna Pisarović · 
2003: Claudia Beni · 
2004: Ivan Mikulić · 
2005: Boris Novković · 
2006: Severina · 
2007: Dragonfly feat. Dado Topić · 
2008: Kraljevi Ulice & 75 Cents · 
2009: Igor Cukrov feat. Andrea Šušnjara · 
2010: Feminnem · 
2011: Daria Kinzer · 
2012: Nina Badrić · 
2013: Klapa s Mora · 
2016: Nina Kraljić · 
2017: Jacques Houdek · 
2018: Franka Batelić · 
2019: Roko · 
2021: Albina Grčić · 
2022: Mia Dimšić · 
2023: Let 3 · 
2024: Baby Lasagna · 
2025: Marko Bošnjak
- Gemeinsame Normdatei: 1152034960
- International Standard Name Identifier: 0000 0004 0709 2120
- MusicBrainz: 42bce35c-4c63-47ad-a68c-78d751374ce3
- Virtual International Authority File: 6431151837995020520000